# 加权射影空间
代数几何中，加权射影空间{\displaystyle \mathbf {P} (a_{0},\ \ldots ,\ a_{n})}是与分次环{\displaystyle k[x_{0},\ \ldots ,\ x_{n}]}相关联的射影簇{\displaystyle {\rm {Proj}}(k[x_{0},\ \ldots ,\ x_{n}])}，其中簇xk的度为ak。

## 性质
- 有正整数d，则{\displaystyle \mathbf {P} (a_{0},\ a_{1},\ \ldots ,\ a-n)}与{\displaystyle \mathbf {P} (da_{0},\ da_{1},\ \ldots ,\ da_{n})}同构。这是所谓射影结构的性质；从几何学角度看，它对应于d元委罗内塞嵌入。因此，在不失一般性的前提下，可以假设{\displaystyle a_{i}}的度数没有公因子。

- 假设{\displaystyle a-0,\ a_{1},\ldots ,\ a_{n}}没有公因子，且d是所有{\displaystyle i\neq j}的{\displaystyle a_{i}}的公因子，则{\displaystyle \mathbf {P} (a_{0},\ a_{1},\ldots ,\ a_{n})}与{\displaystyle \mathbf {P} (a_{0}/d,\ldots ,\ a_{j-1}/d,\ a_{j},\ a_{j+1}/d,\ldots ,\ a_{n}/d)}同构（其中d与{\displaystyle a_{j}}互质；否则同构不成立）。因此可以进一步假设，任何由n个变量组成的集合{\displaystyle a_{i}}都没有公因子。称这样的加权射影空间“结构良好”（well-formed）。
- 加权射影空间位移的奇异点是循环商奇异点。
- 加权射影空间是Q法诺簇[1]，也是环面簇。
- 加权射影空间{\displaystyle \mathbf {P} (a_{0},\ a_{1},\ldots ,\ a_{n})}与射影空间对对角作用的{\displaystyle a_{0},\ a_{1},\ldots ,\ a_{n}}阶的单位之根的积群的商同构。[2]